# 东影路站
东影路站（蒙古语：ᠳ᠋ᠦᠩ ᠶᠢᠩ ᠵᠠᠮ）是呼和浩特地铁1号线的地铁车站，位于中华人民共和国内蒙古自治区呼和浩特市赛罕区乌兰察布东路街道与东风路街道交界新华东街与东影北路交叉口地下，2019年12月29日開通运营。
车站建设时期工程名为长乐宫站。

## 车站结构
东影路站位于新华东街与东影北路交叉口，沿新华东街东西向布置，长193米，宽19.7米，为地下两层岛式车站。
| 地面              | 出入口 | A-D出入口 |
| 地下一层          | 站厅   | 客服中心、自动售票机、验票机                                                                                                |
| 地下二层          | 站台层 | \| \| \| █ 1号线往伊利健康谷（艺术学院） \| \| 島式 · 開左邊车门 \| \| \| \| \| \| █ 1号线往坝堰（机场）（内蒙古展览馆） \| |
|                   |        | █ 1号线往伊利健康谷（艺术学院）                                                                                             |
| 島式 · 開左邊车门 |        | |
|                   |        | █ 1号线往坝堰（机场）（内蒙古展览馆）                                                                                       |

## 车站出口
东影路站共设5个出口，另有1个出入口直接连接至商业体内，各出口及周围设施如下所示：
| 出口编号                | 照片 | 地点             | 可到达目的地         |
| ----------------------- | ---- | ---------------- | -------------------- |
| A · 出口                |      | 新华东街（北侧） | 煤炭大厦             |
| B · 出口                |      | 新华东街（南侧） | 茂业摩尔城           |
| C · 出口                |      | 新华东街（南侧） | 长乐宫购物中心       |
| D · 1 · 出口            |      | 新华东街（北侧） | 呼和浩特市第十四中学 |
| D · 2 · 出口 · （设有） |      | 新华东街（北侧） | 昭君新村             |
| 图例： 设有             |      |                  |                      |

## 接驳交通

### 公交车
- 长乐宫：33路、53路、机场巴士1号线
- 东影北路：19路、33路

## 历史
- 2016年6月28日，车站正式开工[4]。
- 2017年7月25日，车站主体结构封顶[5]。
- 2019年12月29日，本站随1号线通车一同开通[1]。
- 2020年12月31日，本站与维多利摩尔城地下连接口开通[6]。